# Sotteville-sur-Mer
Sotteville-sur-Mer är en kommun i departementet Seine-Maritime i regionen Normandie i norra Frankrike. Kommunen ligger i kantonen Fontaine-le-Dun som tillhör arrondissementet Dieppe. År 2022 hade Sotteville-sur-Mer 394 invånare.

## Befolkningsutveckling
Antalet invånare i kommunen Sotteville-sur-Mer
| Referens: INSEE |